# Jaja Dandé
Jaja Dandé, ook geschreven als Dyadya Dande (18e eeuw), was een Surinaams gaanmuye (wijze vrouw). Het Jaja Dande Hospitaal in Djoemoe heeft uit respect haar naam gekregen. Haar openhartige houding naar de koloniale ex-vijand maakte de weg vrij voor de evangelisatie van de Saramaccaners.

## Biografie
Jaja Dandé was nauw verwant met granman Abini (levenspartner of moeder) en granman Johannes Arabi (moeder of grootmoeder).
Ze was een medium van de god Wamba en had veel politieke invloed, onder meer in de totstandkoming van een vroeg vredesverdrag met het gouvernement in 1750. In 1750 was de leider van er Saramakaners, Dabitata Ayako, geen voorstander van vrede. Toen zou Wamba via Jaja hebben uitgesproken dat er na de dood van Ayako vrede zou komen.
In 1762 sloten de koloniale machthebbers met Abini de vrede met de Saramaccaners. Jaja Dandé had hierna het invloedrijke standpunt, dat bij het tekenen van het vredesovereenkomst de verantwoordelijkheid hoorde om vertrouwen te schenken aan de voormalige vijand. Zij haalde Abini en andere tegenstanders over om zendelingen van de Evangelische Broedergemeente Suriname (EBGS) toe te laten tot hun gebied. Abini zorgde vervolgens voor een hartelijk welkom. Er waren aanvankelijk ook tegenstanders die de komst met argwaan tegemoet zagen en met de toorn van de goden dreigden.
De zendeling Christian Schumann (1749-1794) kwam als eerste naar het gebied. Hij zorgde voor een woordenboek Saramaccaans en vertaalde de Bijbel. Arabi werd als eerste gedoopt en kreeg de voornaam Johannes. Zijn doop werd verricht door Christoph Kersten. Arabi zette zelf de rest van zijn leven de evangelisatie voort.
Op 15 september 1962 werd in Djoemoe een ziekenhuis met dertig bedden geopend dat ter ere van haar de naam Jaja Dandé Hospitaal draagt. Het hospitaal werd in 1965 door prinses Beatrix en in 1970 door prinses Margriet en Pieter van Vollenhoven bezocht.